# Joop van Nellen
Johannes Cornelis „Joop” van Nellen (ur. 15 marca 1910 w Delfcie, zm. 14 listopada 1992 tamże) – holenderski piłkarz, reprezentant kraju, grający na pozycji napastnika. 

## Kariera klubowa
Van Nellen urodził się w miejscowości Delft i od 1927 występował w zespole z tego miasta, tj. DHC Delft. Wraz z zespołem awansował do Eerste divisie w sezonie 1931/32. Po sezonie 1937/38 zakończył karierę piłkarską.

## Kariera reprezentacyjna
Van Nellen zadebiutował w reprezentacji Holandii 2 grudnia 1928 meczem przeciwko Włochom, przegranym 2:3. 
W 1934 został powołany na Mistrzostwa Świata. Podczas włoskiego turnieju wystąpił w jednym spotkaniu, w którym Holandia odpadła w pierwszej rundzie po porażce ze Szwajcarią 2:3. Po mistrzostwach zagrał jeszcze w 9 meczach towarzyskich, w których 5 razy strzelił bramkę. 
Ostatni raz zagrał dla Oranje 2 maja 1937 w meczu przeciwko Belgii, zakończonym zwycięstwem 1:0. Łącznie w latach 1928–1937 van Nellen wystąpił w 27 spotkaniach reprezentacji Holandii, w których strzelił 7 bramek.  
| Mecze i gole w reprezentacji | Mecze i gole w reprezentacji | Mecze i gole w reprezentacji | Mecze i gole w reprezentacji | Mecze i gole w reprezentacji | Mecze i gole w reprezentacji | Mecze i gole w reprezentacji |
| #                            | Data                         | Miasto                       | Przeciwnik                   | Gol                          | Wynik                        | Rozgrywki                    |
| ---------------------------- | ---------------------------- | ---------------------------- | ---------------------------- | ---------------------------- | ---------------------------- | ---------------------------- |
| 1.                           | 02.12.1928                   | Mediolan                     | Włochy                       |                              | 2:3                          | towarzyski                   |
| 2.                           | 17.03.1929                   | Amsterdam                    | Szwajcaria                   |                              | 3:2                          | towarzyski                   |
| 3.                           | 02.11.1930                   | Zurych                       | Szwajcaria                   | Gol                          | 3:6                          | towarzyski                   |
| 4.                           | 29.03.1931                   | Amsterdam                    | Belgia                       |                              | 2:3                          | towarzyski                   |
| 5.                           | 26.04.1931                   | Amsterdam                    | Niemcy                       |                              | 1:1                          | towarzyski                   |
| 6.                           | 03.05.1931                   | Deurne                       | Belgia                       |                              | 2:4                          | towarzyski                   |
| 7.                           | 14.06.1931                   | Kopenhaga                    | Dania                        |                              | 2:0                          | towarzyski                   |
| 8.                           | 29.11.1931                   | Colombes                     | Francja                      |                              | 4:3                          | towarzyski                   |
| 9.                           | 20.03.1932                   | Deurne                       | Belgia                       |                              | 4:1                          | towarzyski                   |
| 10.                          | 17.04.1932                   | Amsterdam                    | Belgia                       |                              | 2:1                          | towarzyski                   |
| 11.                          | 08.05.1932                   | Amsterdam                    | Irlandia                     |                              | 0:2                          | towarzyski                   |
| 12.                          | 29.05.1932                   | Amsterdam                    | Czechosłowacja               |                              | 1:2                          | towarzyski                   |
| 13.                          | 04.12.1932                   | Düsseldorf                   | Niemcy                       |                              | 2:0                          | towarzyski                   |
| 14.                          | 22.01.1933                   | Amsterdam                    | Szwajcaria                   |                              | 0:2                          | towarzyski                   |
| 15.                          | 05.03.1933                   | Amsterdam                    | Włochy                       |                              | 1:2                          | towarzyski                   |
| 16.                          | 09.04.1933                   | Deurne                       | Belgia                       | Gol                          | 3:1                          | towarzyski                   |
| 17.                          | 07.05.1933                   | Amsterdam                    | Belgia                       |                              | 1:2                          | towarzyski                   |
| 18.                          | 27.05.1934                   | Mediolan                     | Szwajcaria                   |                              | 2:3                          | MŚ 1934                      |
| 19.                          | 08.12.1935                   | Dublin                       | Irlandia                     | Gol · Gol                    | 5:3                          | towarzyski                   |
| 20.                          | 12.01.1936                   | Paryż                        | Francja                      | Gol                          | 6:1                          | towarzyski                   |
| 21.                          | 29.03.1936                   | Amsterdam                    | Belgia                       | Gol · Gol                    | 8:0                          | towarzyski                   |
| 22.                          | 03.05.1936                   | Bruksela                     | Belgia                       |                              | 1:1                          | towarzyski                   |
| 23.                          | 01.11.1936                   | Amsterdam                    | Norwegia                     |                              | 3:3                          | towarzyski                   |
| 24.                          | 31.01.1937                   | Düsseldorf                   | III Rzesza                   |                              | 2:2                          | towarzyski                   |
| 25.                          | 07.03.1937                   | Amsterdam                    | Szwajcaria                   |                              | 2:1                          | towarzyski                   |
| 26.                          | 04.04.1937                   | Antwerpia                    | Belgia                       |                              | 1:2                          | towarzyski                   |
| 27.                          | 02.05.1937                   | Rotterdam                    | Belgia                       |                              | 1:0                          | towarzyski                   |